# Nina Hammarklev
Nina Katrine Hammarklev, född Kåsereff Lundseie 5 juli 1978, är en svensk skådespelare och sångerska, uppvuxen i Strömstad.
Hammarklev gick ut Balettakademins Musikalartistlinje i Göteborg 2003. Året efter fick hon rollen som Sofie i Mamma Mia! som spelades på Cirkus i Stockholm feb 2005 till jan 2007. Under försommaren 2007 spelades den i Göteborg. Hösten 2007 spelade hon den kvinnliga huvudrollen i The Wedding Singer på Värmlandsoperan mot Christer Nerfont.
I februari-juni 2009 spelade hon rollen som Eponine i Les Miserables på Oslo Nye Teater.

## Teater

### Roller (ej komplett)
| År   | Roll                                                                              | Produktion                                                                                  | Regi             | Teater               |
| ---- | --------------------------------------------------------------------------------- | ------------------------------------------------------------------------------------------- | ---------------- | -------------------- |
| 2005 | Sofie                                                                             | Mamma Mia! Björn Ulvaeus, Benny Andersson                                                   | Paul Garrington  | Cirkus               |
| 2007 | Julia                                                                             | The Wedding Singer Matthew Sklar, Chad Beguelin och Tim Herlihy                             | Staffan Aspegren | Wermland Opera       |
| 2015 | Emily Delahay                                                                     | Charleys tant Brandon Thomas                                                                | Anders Aldgård   | Gunnebo sommarteater |
| 2017 | Paula Klinker                                                                     | Spanska flugan Franz Arnold och Ernst Bach                                                  | Anders Aldgård   | Gunnebo slottsteater |
| 2019 | Syster Maria Glenn Maria Robert, understudy Tina, understudy Michelle, understudy | En värsting till syster Alan Menken, Glenn Slater, Cheri Steinkellner och Bill Steinkellner | Anders Albien    | Chinateatern         |

### Fotnoter
1. ↑  Wermland Opera (14 mars 2007). ”The Wedding Singer”. Pressmeddelande.  Läst 23 september 2015. Arkiverad från originalet den 25 september 2015.
2. ↑  ”En värsting till syster”. showtic.se. https://showtic.se/forestallningar/varsting-till-syster/ensemble/. Läst 16 mars 2019.